# Firewatch
Firewatch (укр. Пожежна вахта) — пригодницька відеогра від першої особи, розроблена компанією Campo Santo і видана компанією Panic у лютому 2016 для платформ Microsoft Windows, OS X, Linux і PlayStation 4, для Xbox One у вересні 2016 та для Nintendo Switch у грудні 2018. Відеогра була дебютною для обох компаній.
У центрі історії знаходиться пожежний оглядач на ім'я Генрі в Національному лісі Шошон, через рік після пожеж у Єллоустоунському національному парку 1988 року. Через місяць після його першого робочого дня з ним та його керівником Делайлою починають відбуватися дивні речі, пов'язані зі змовою, що сталася кілька років раніше. Генрі взаємодіє з Делайлою за допомогою рації, гравець вибирає один з варіантів діалогу для спілкування. Його розмови з Делайлою інформують про процес розвитку їх відносин. Режисерами гри виступили Оллі Мосс та Шон Ванаман, сценарії — Кріс Ремо, Джейк Родкін, Мосс та Ванаман, а продюсери — Гейб Макгілл та художниця Джейн Нг. Навколишнє середовище гри було змодельовано Ng на основі однієї картини Мосса. Дизайн натхненний рекламою New Deal Служби Національних Парків США та польовими дослідженнями, проведеними в Національному парку Йосеміті.
Гра отримала загалом позитивні відгуки, заслуживши похвалу своєю історією, героями, діалогом та візуальним стилем. Однак, наявність технічних проблем та закінчення гри були предметами критики. Firewatch виграв нагороду за найкращий 3D-візуальний досвід на Unity Awards 2016, найкращу інді-гру на Golden Joystick Awards 2016, найкращу розповідь на Game Developers Choice Awards 2017 та дебютну гру на британській академії Games Awards 2017. До кінця 2016 року було продано понад мільйоном копій гри.

## Сюжет
Події у Firewatch відбуваються у лісах штату Вайомінг в 1989 році. В центрі гри знаходиться Генрі (озвучує Річ Соммер), спостерігач однієї з пожежних веж у Національному лісі Шоушоуні. Відрізаний від населеного світу сотнями миль лісової території, в оточенні книг і з друкарською машинкою під рукою, він занурюється в довгоочікувану самотність. Єдиний, хто може його потурбувати, — начальниця Делайла (озвучує Сіссі Джонс), яка підтримує з ним зв'язок по рації. Вона відправляє нас у ліс, розвідати, хто запускає феєрверки і порушує пожежну безпеку. Розібравшись з кривдницями доволі брутальним способом, ми повертаємося на свою вежу лише для того, щоб виявити сліди злому і проникнення. Гравець може вибрати одну з декількох діалогових опцій, щоб взаємодіяти з нею, або утриматися від відповіді. Вибір гравця буде впливати на тон його відносин з Делайлою.

## Розроблення
Firewatch є першою відеогрою Campo Santo, заснованої у Сан-Франциско Джейком Родкіном і Шоном Ванаманом, які створили The Walking Dead: The Game. Кріс Ремо написав музику до гри. Firewatch розроблена на рушії Unity.
Розроблення почалося з малюнків Оллі Мосс. Джейн Енджі, провідний художник навколишнього середовища в Campo Santo, було доручено перекласти малюнки Мосс в 3D середовища, зберігаючи його стиль та художнє бачення. Мосс, який раніше був відомий насамперед за його графічний дизайн, приєднався до Родкіна і Ванамана для створення Campo Santo, провівши багато років, працюючи на периферії розроблення ігор. При створенні вищезгаданих малюнків Мосс використав постери Служби національних парків у роки Нового курсу у палітри та іконографії. Зв'язок по рації у Firewatch був натхненний взаємодією з Атласом у грі BioShock, а також системою діалогів у The Walking Dead. Команда розробників вирушила в похід в національний парк Йосеміті заради натхнення. Також на гру вплинуло те, що її творці, Ванаман і Андерсон, зростали у сільській місцевості у Вайомінгу.
Гра була оголошена в березні 2014 року, а датою релізу був названий 2015 рік. У червні 2015 року команда відвідала E3 і підтвердила, що вони випустять гру для Playstation 4 як ексклюзив.